# (65717) 1993 BX3
1993 بي أكس 3 (ويعرف أيضًا باسم (65717) 1993 بي أكس 3 وفق تسمية الكوكب الصغير) (بالإنجليزية: 1993 BX3)‏ هو كويكب ضمن حزام الكويكبات؛ وترتيبه 65717 من حيث الاكتشاف.
اكتُشف هذا الجُرم الفلكي بواسطة روبرت إتش ماكنوت في 31 يناير 1993.

## وصلات خارجية
- (65717) 1993 BX3 في قاعدة بيانات مختبر الدفع النفاث لأجرام النظام الشمسي الصغيرة

- الاكتشاف · مخطط المدار ·  العناصر المدارية · المعلمات المادية

- (65717) 1993 BX3 على موقع ويكي سكاي: DSS2, SDSS, GALEX, IRAS, Hydrogen α, X-Ray, Astrophoto, Sky Map, Articles and images